# Melanomma subdispersum
Melanomma subdispersum är en lavart som först beskrevs av Petter Adolf Karsten, och fick sitt nu gällande namn av Berl. & Voglino 1886. Melanomma subdispersum ingår i släktet Melanomma och familjen Melanommataceae.   Inga underarter finns listade i Catalogue of Life.